# Джугаани (Сигнахский муниципалитет)
Джугаани (груз. ჯუგაანი) — село в Грузии, в муниципалитете Сигнахи края Кахетия. 

## География
Село расположено в южной части края, в 12 километрах по прямой к юго-востоку от центра муниципалитета Сигнахи. Высота центра — 400 метров над уровнем моря.

## Население
По данным переписи населения 2014 года, в селе проживало 2107 человек.
| Год  | Население | Мужчины | Женщины |
| ---- | --------- | ------- | ------- |
| 2002 | 2759      | 1319    | 1440    |
| 2014 | 2107      | 1028    | 1079    |